# Marie Brennan
Œuvres principales
- Série Mémoires de lady Trent

Marie Brennan, de son nom véritable Bryn Marie Neuenschwander, née en 1980 à Dallas au Texas, est une écrivaine américaine de fantasy. Dans ce domaine, elle a publié aux États-Unis quatre ensembles de romans et une cinquantaine de nouvelles. Elle est également l’auteure de plusieurs études en anthropologie. Le premier volume de la série Mémoires de Lady Trent, Une Histoire naturelle des dragons, a obtenu le prix Imaginales 2016 du meilleur roman étranger.

## Biographie
Diplômée d’Harvard, où elle a co-présidé la Harvard-Radcliffe Science Fiction Association, Marie Brennan a étudié ensuite l’archéologie, l’anthropologie et le folklore à l’Université de l’Indiana. Elle pratique alors le jeu de rôle et se familiarise ainsi avec l’art de raconter des histoires d'une façon plaisante et sans stress. Ses premières nouvelles paraissent en 2002. Le choix de son pseudonyme s’explique par le souci d’entretenir un lien avec son véritable nom : « Marie » est son second prénom et « Brennan » est proche de « Bryn N. ». En 2008, elle interrompt ses études et se consacre à l’écriture à plein temps. Elle vit dans la baie de San Francisco en Californie où elle pratique le piano et le karaté. 

## Œuvres

### DiptyqueLes Deux Sœurs
1. Guerrière, Panini, 2010 ((en) Doppelganger, 2006)
2. Sorcière, Panini, 2011 ((en) Warrior and Witch, 2006)

### UniversLady Trent

#### SérieMémoires de lady Trent
1. Une histoire naturelle des dragons, L'Atalante, coll. « La Dentelle du cygne », 2016 ((en) A Natural History of Dragons: A Memoir by Lady Trent, 2013)
2. Le Tropique des serpents, L'Atalante, coll. « La Dentelle du cygne », 2016 ((en) The Tropic of Serpents: A Memoir by Lady Trent, 2014)
3. Le Voyage du basilic, L'Atalante, coll. « La Dentelle du cygne », 2017 ((en) Voyage of the Basilisk: A Memoir by Lady Trent, 2015)
4. Le Labyrinthe des gardiens, L'Atalante, coll. « La Dentelle du cygne », 2018 ((en) In the Labyrinth of Drakes: A Memoir by Lady Trent, 2016)
5. Le Sanctuaire ailé, L'Atalante, coll. « La Dentelle du cygne », 2018 ((en) Within the Sanctuary of Wings: A Memoir by Lady Trent, 2017)

#### SérieAudrey Camherst
1. (en) Turning Darkness Into Light, 2019

### SérieLa Cour d’Onyx
1. Minuit jamais ne vienne, L'Atalante, coll. « La Dentelle du cygne », 2018 ((en) Midnight Never Come, 2008)
2. Gît dans les cendres, L'Atalante, coll. « La Dentelle du cygne », 2019 ((en) In Ashes Lie, 2009)
3. (en) A Star Shall Fall, 2010
4. (en) With Fate Conspire, 2011

### SérieWilders
1. (en) Lies and Prophecy, 2012
2. (en) Chains and Memory, 2016

### SérieDriftwood
1. (en) Driftwood, 2020

### SérieThe Rook and Rose
Cette série est coécrite avec Alyc Helms sous le pseudonyme de  M. A. Carrick.
1. (en) The Mask of Mirrors, 2021
2. (en) The Liar's Knot, 2021

### Recueils de nouvelles
- (en) Monstrous Beauty, 2014